# Llei Escolta
La Llei Escolta i Guia és la base, el punt de partida de l'escoltisme i el guiatge de tot el món. Originalment la llei va ser formulada per Robert Baden-Powell en el seu llibre Scouting for Boys l'any 1908. Cada entitat i associació escolta i guia les ha adaptat a les seves necessitat i al seu projecte educatiu, tot i que totes tenen moltes semblances.

## La Llei Escolta i Guia Original
1. L'honor d'un escolta és digne de confiança. Si un escolta diu "Pel meu honor que això és així" significa que és així, tal com si hagués fet la promesa més solemne. De la mateixa manera, si un cap li diu a un escolta "Confio pel teu honor en què faràs això", l'escolta està obligat a obeir aquella ordre el millor que pugui i a no permetre que cap obstacle s'hi interposi. Si un escolta faltés al seu honor dient una mentida o no acomplint una ordre amb exactitud, quan ho havia promès pel seu honor, haurà de deixar l'escoltisme i tornar la seva insígnia i mai més tornar-la a portar. La mentida l'ha perdut.
2. Un escolta és lleial al Rei, i als seus caps, i al seu país, i a l'empresari que li ha donat feina. Els serà fidel a les verdes i a les madures, davant dels seus enemics, o davant les persones que parlin malament d'ells.
3. El deure d'un escolta és ser útil i ajudar els altres. Haurà d'acomplir el seu deure per damunt de qualsevol altra cosa, encara que hagi de sacrificar el seu plaer, la seva comoditat o la seva seguretat. Quan troba difícil triar entre dues coses quina ha de fer, es demanarà a si mateix: "Quin és el meu deure?", és a dir, "Què és el millor per als altres?", i triarà aquesta. Haurà d'estar sempre a punt per salvar una vida, o per ajudar gent ferida. I haurà de fer una bona acció en favor d'algú cada dia.
4. L'escolta és amic de tothom, i germà de qualsevol altre escolta, sense importar la classe social a la qual pertany l'altre. Així, si un escolta es troba amb un altre escolta, encara que no el conegui, parlarà amb ell, i l'ajudarà en tot el que pugui, ja sigui amb les obligacions que està acomplint en aquell moment, o donant-li menjar, o en tot el que necessiti, fins on sigui possible. Un escolta mai ha de ser un "snob"; un "snob" és aquell que mira amb aires de superioritat a un pobre; o també un pobre que mira amb ressentiment a un ric. Un escolta accepta els altres tal com són, i treu el millor d'ells. En Kim, el noi explorador ["boy scout"], fou anomenat pels indis "Petit amic de tot el món", i aquest és el títol que tot escolta hauria de guanyar per si mateix.
5. L'escolta és cortès: és a dir, és ben educat amb tot el món, però especialment amb les dones, els nens, la gent gran, i els invàlids, coixos, mancs, etc. I mai haurà de rebre recompensa per haver donat ajuda o haver estat cortès.
6. L'escolta és amic dels animals. Els haurà de preservar tant com sigui possible de qualsevol patiment, i no n'haurà de matar cap sense necessitat, encara que només sigui una mosca, perquè són criatures de Déu.
7. L'escolta obeeix les ordres del seu cap de patrulla o del seu cap d'unitat sense replicar. Fins i tot si rep una ordre que no li agrada ha de fer com els soldats i els mariners, complir-la perquè és el seu deure; i després d'haver-ho fet pot anar i presentar tots els arguments en contra: però ell ha d'obeir l'ordre a la primera. D'això se'n diu disciplina.
8. Un escolta somriu i canta davant les dificultats. Quan rep una ordre ha d'obeir-la amb alegria i promptitud, no pas amb desgana. Els escoltes mai es queixen de les penalitats, ni ploriquegen entre ells, ni maldiuen o remuguen.Quan acabes de perdre el tren o algú t'ha aixafat el peu on et fa mal –això no vol dir que als escoltes els faci mal el peu– o en qualsevol altra circumstància, esforça’t a somriure, xiula una tonada, i de seguida et sentiràs millor. Un escolta manté sempre el somriure i xiula. S'anima a si mateix i anima als altres, especialment en situacions de perill, perquè ell es manté sempre sota control. El càstig per maleir o fer servir paraulotes serà, per cada ofensa, una gerra d'aigua freda que els altres escoltes li tiraran a l'ofensor per dins la màniga de la camisa. Aquest és el càstig inventat pel vell explorador britànic, el capità John Smith, tres-cents anys enrere.
9. L'escolta és estalviador, és a dir, que estalvia tot el diner que pot i el posa al banc, per tenir amb què mantenir-se quan es troba sense feina, i així no haver de ser una càrrega per als altres; o per donar diners a d'altres que ho necessiten.
10. L'escolta és net de pensament, paraula i acció, és a dir, menysprea la joventut ximple que parla malament, i no es permet caure en la temptació de parlar, pensar o fer res que sigui brut. Un escolta és pur, net de pensament, i masculí.

Sir Robert Baden-Powell of Gilwell (Fundador de l'escoltisme i el guiatge)

## Segons elsMinyons de Muntanya(1927)
Podeu confiar sempre en l'honor del Minyó de Muntanya.
- El Minyó de Muntanya és lleial envers Déu i la Pàtria, els seus pares i caps, superiors i inferiors.
- El Minyó de Muntanya és útil i servicial, i cada dia ha de fer una bona obra.
- El Minyó de Muntanya és amic de tothom i germà dels altres Minyons.
- El Minyó de Muntanya és ben educat i cavallerós
- El Minyó de Muntanya estima les bestioles.
- El Minyó de Muntanya és disciplinat i obeeix les ordres dels seus superiors promptament i sense replicar.
- El Minyó de Muntanya està sempre de bon humor, i somriu i xiula quan es troba en alguna dificultat.
- El Minyó de Muntanya és estalviador i previsor per a evitar les dificultats i també treballador, constant i decidit per a vèncer-les.
- El Minyó de Muntanya és pur de pensament, paraula i obra.

Josep Maria Batista i Roca (Fundador de l'escoltisme i el guiatge Català)

## SegonsMinyons Escoltes i Guies de Catalunya
- Ens esforcem a merèixer confiança i fem confiança a tothom.[1]
- Vivim la nostra fe i respectem les conviccions dels altres.
- Aprenem a ser útils i a fer servei.
- Som germans de tothom i treballem per la pau.
- Som fidels al nostre país i ens sentim ciutadans del món.
- Defensem la natura i protegim la vida.
- Aprenem a viure en equip i tot ho fem entre tots.
- Som decidits i afrontem les dificultats sense por.
- Estimem el treball i volem fer bé les coses.
- Aprenem a estimar i a jugar net.

## SegonsEscoltes Catalans
- L'escolta valora l'esforç.
- L'escolta respecta i té cura de la seva persona, tant físicament com mental.
- L'escolta fa del respecte mutu una norma de vida personal i col·lectiva.
- L'escolta és sincer i és conseqüent en el seu pensament.
- L'escolta és honest.
- L'escolta és responsable.
- L'escolta és solidari amb totes les persones que lluiten per la llibertat i la justícia.
- L'escolta està compromès a millorar la societat i participa activament en la vida col·lectiva.
- L'escolta adopta un estil de vida no consumista i auster, i és alegre i optimista.
- L'escolta se sent part integrant de la natura i la defensa de qualsevol agressió. L'estima, la coneix i la respecta.
- L'escolta estima el seu país, el coneix i defensa la seva identitat nacional, tot respectant la dels altres.
- L'escolta és fidel al seu compromís.

## SegonsAcció Escolta de Catalunya
- L'escolta s'esforça per merèixer la confiança i fa confiança a tothom.
- L'escolta és coherent amb els seus principis i compromisos i respecta els dels altres
- L'escolta és útil i altruista
- L'escolta és amic de tothom i treballa per la pau
- L'escolta estima el seu país o entorn i se sent ciutadà del món
- L'escolta protegeix i estima la natura
- L'escolta viu i treballa en equip
- L'escolta és decidit i afronta els seus reptes
- L'escolta és auster i gaudeix del treball
- L'escolta és sincer i juga net

## SegonsCentre Marista d'Escoltes
- L'escolta vol, per damunt de tot, ser digne de confiança.
- L'escolta és lleial.
- L'escolta ajuda els/les altres sense esperar recompensa.
- L'escolta és germà/na de totes les persones.
- L'escolta és acollidor/a i lluita contra la injustícia.
- L'escolta veu l'obra de Déu en la natura i la protegeix.
- L'escolta sap obeir, està sempre a punt i no fa res a mitges.
- L'escolta té domini de si mateix/a i somriu davant les dificultats.
- L'escolta és treballador/a i auster/a.
- L'escolta ha d'estar lliure de malícia.